# Matteo Buzzanca
Matteo Buzzanca (* 28. září 1973, Řím) je italský hudebník, skladatel a producent.

## Životopis
Jeho práce je založena na vytváření písní a soundtracků. Vytvořil aranžmá a písně pro různá alba a produkoval hudbu pro dokumenty, expozice a divadelní události, reklamy, krátké filmy a filmy, nejen v Itálii, ale i v zahraničí.
Napsal písně pro X Factor Italia, The Voice of Italy a umělce jako Max Gazzè, Emma Marrone, Marco Mengoni, Luca Carboni, Malika Ayane, Patty Pravo, Raphael Gualazzi, Noemi, Giusy Ferreri, Francesca. Michielin a Zero Assoluto.
Vystudoval obor Aplikace hudby na Rovigoově konzervatoři F. Venezze s maximálním počtem známek a vyznamenáním a také vystudoval ekonomiku a podnikání na Università degli Studi Cà Foscari v Benátkách.
Od roku 2015 je profesorem filmu pro filmy v milánském institutu SAE.
V současné době je výhradním autorem Sugar Music.

## Autor a producent pro jiné umělce
V letech 2002 až 2007 spolupracoval se zpěvačkou Andrea Chimenti na vytvoření dvou alb, Il porto sepolto (jako aranžér) a Vietato Morire (spoluautor, aranžér a producent). Ve stejném roce spolupracoval s Paolo Benvegnùm na uspořádání základů Il mare Verticale, díla, které podepsal a které následně interpretoval Giusy Ferreri v albu Fotografie a Marina Rei v albu Musa.
2012 – Byl spoluautorem několika písní v nahrávce Diega Mancina E 'needario. V roce 2011 složil s Diegem Mancinem singl Odio tutti I cantanti pro Noemi.
2013 – Na hudebním festivalu v Sanremu s písní I tuoi maledettissimi, napsanou s Francescem Gazzè a zpívanou Maxem Gazzè.
2015 – Napsal dvě písně do alba Marca Mengoniho Parole v Circolo a tři písně do alba Malika Ayane s názvem Najíf. Taktéž složil singl Senza fare sul Serio (certifikované na dvojplatinové).
2016
- Produkoval album Raphaela Gualazziho Love Life Peace, které získalo zlatý rekord díky úspěchu v italských rádiích se singlem L'estate di John Wayne.
- Spolu s Alessandrem Rainou byl spoluautorem singlu od Lucy Carboniho Bologna è una regola, který získal v rádiích velký úspěch.
- s pomocí amandy Learové produkoval singl Gianluca De Rubertis s názvem Prima del tuo cuore (Il Genio).
- S Ermalem Meta napsal Arriverà l'amore (platinový rekord) a Un cuore pro Francescu Michielin.

2017
- Napsal soundtrack pro film produkovaný firmou Centro Sperimentale del Cinema di Roma.
- Napsal a produkoval spolu s Alessandrem Rainou nový singl pro Raphaela Gualazziho "La Fine Del Mondo", který byl přidán do nového mezinárodního vydání alba " Love Life Peace ".

### Ocenění
- L'estate di John Wayne (Raphael Gualazzi) – platinová deska – 2016
- Un cuore in due (Francesca Michielin) – zlatá deska – 2016
- Bologna è una regola (Luca Carboni) – zlatá deska – 2016
- Arriverà l'amore (Emma Marrone) – platinová deska – 2015
- Senza fare sul serio (Malika Ayane) – trojitá platina – 2015

## Hudební skladatel pro média
V roce 2002 vytvořil hudbu pro svůj první krátký film s Marcem Ruffatti "Duchové" který se podílí na projekčních kritériích Mostra Internazionale d'Arte Cinematografica. Také pracoval na hudbě v krátkém filmu „L'ultima stagione“ od Maria Erica Pacileoho, který byl prezentován v Torinu na Videoevento.
V letech 2003 až 2006 složil různé soundtracky pro "Lontano dal silenzio del cielo", které se účastní ve Valdarno Cinema Fedic, "Resistenti: cinque ritratti partigiani" od Fernanda Maraghiniho, "La disfatta" od Guida Geminianiho a "Annarosa non muore", dokument o bellunském partyzánském odboji a účastní se filmového festivalu Bellaria v roce 2003. Také vytvořil hudbu pro dvě výstavy zřízené v muzeu Mart v Trentu. Jednalo se o výstavu z názvem „Mitomacchina“ a „il bello e le bestie“ Další hudbu složil pro výstavu „Virtù della Fortezza“ v Castel Beseno.
V roce 2007 vytvářel v Los Angeles hudbu pro krátký film Viviana Lee Mooreho s názvem The Devil's a také pro krátký film Abhishka Kabliho „For the Game“. Oba filmy byly prezentovány na festivalu On the Lot. Komponoval také zvukový design pro výstavy, jako je například Cosmorama Cinematografico od umělce Giampiero Brunetta, které se konalo v Palazzo dei Normanni v Palermu, a také pro výstavu „La scimmia nuda“ v Museo di Scienze Naturali Tridentino.
Mezi lety 2008 a 2010 složil hudbu pro několik projektů: "Stagione di caccia" od Andrea Mugnaini a produkován byl projekt Studiem Universal, další projekt byl Time up od Charlieho Tanga a také pro dokument Federica Massy o příběhu o kiosku Padova, "Cent'anni di emozioni biancoscudate". Vytvořil zvukový doprovod pro divadelní představení Callas, tragédii Ottavie Lanzy pro divadlo Litta v Miláně.
V roce 2011 vytvořil hudbu pro dokumentární film Lacor od Kanaďanů Vincenta Scottiho a Dominique Morisette. Film se zabývá dojímavým příběhem nemocnice Mary's v Lacoru v Ugandě, kterou založili manželé Piero Corti a Lucille Corti. Téhož roku také vytvořil hudbu pro "Guardiamoci negli occhi", což je národní kampaň proti glaukomu a dále pro historický dokument Federica Massy Zorzi da Castelfranco.
V roce 2012 napsal originální soundtrack k filmu Andrea Mugnainiho s názvem „Non c'è tempo per gli eroi“ nazpívaný Desiree Noferinim a Paolo Bernardinim, produkovaný firmou Cecchi Gori Home Video. Pro tuto příležitost také napsal skladbu This is Love, s texty Francesca Laga, a nazpívaná byla skladba anglickým zpěvákem Cassem Lowem.
V roce 2015 složil skladbu „Le tango de Zara“, interpretovanou orchestrem Orchestra di piazza Vittorio, pro soundtrack filmu Faribora Kamkariho „Pitza e Datteri“. V roce 2014 vytvořil hudbu pro sochařku Ettore Greco s názvem „I bambini sono cattivi“, na akci Mostra Ecce Pinocchio, konané v la Villa di Isola di Garda.

## Sólistický projekt Teodorf
V roce 2015 vydal debutové album svého sólistického projektu Teodorf (mix elektronické hudby, shoegaze a newwave) vytvořeného mezi Londýnem a Římem a smíšené s Kenem Thomasem, anglickým eklektickým producentem a zvukovým technikem (Sigur Ros, Moby, Dave Gahan). Debutový singl se jmenuje Proč a provokativní videoklip byl natočen Tizianem Russem.

## Autor písní[19]
| Year | Title                         | Artist               | Album                     |
| ---- | ----------------------------- | -------------------- | ------------------------- |
| 2004 | Il mare verticale             | Paolo Benvegnù       | Piccoli Fragilissimi Film |
| 2009 | Il mare verticale             | Marina Rei           | Musa                      |
| 2009 | Il mare verticale             | Giusy Ferreri        | Fotografie                |
| 2010 | L'estate                      | Non voglio che Clara | Dei cani                  |
| 2011 | Odio tutti i cantanti         | Noemi                | RossoNoemi                |
| 2011 | Qualcosa cambierà             | Andrea Chimenti      | Tempesta di fiori         |
| 2012 | Nei baci no                   | Diego Mancino        | È necessario              |
| 2012 | Qui è così                    | Diego Mancino        | È necessario              |
| 2012 | Colpa della musica            | Diego Mancino        | È necessario              |
| 2013 | A fuoco                       | Timothy Cavicchini   | The Voice of Italy        |
| 2013 | I tuoi maledettissimi impegni | Max Gazzè            | Sotto casa                |
| 2014 | Dove                          | Zero Assoluto        | Alla fine del giorno      |
| 2015 | Tutto quello che ci resta     | Leiner Riflessi      | XFactor Italia            |
| 2015 | Senza fare sul serio          | Malika Ayane         | Naif                      |
| 2015 | Ansia di felicità             | Malika Ayane         | Naif                      |
| 2015 | Dimentica domani              | Malika Ayane         | Naif                      |
| 2015 | Se sei come sei               | Marco Mengoni        | Parole in circolo         |
| 2015 | Invincibile                   | [Marco Mengoni       | Parole in circolo         |
| 2015 | Un cuore in due               | Francesca Michielin  | Di20                      |
| 2015 | Arriverà l'amore              | Emma Marrone         | Adesso                    |
| 2015 | Da domani                     | Giovanni Caccamo     | Non siamo soli            |
| 2016 | Bologna è una regola          | Luca Carboni         | Pop-up                    |
| 2016 | Ci rivedremo poi              | Patty Pravo          | Eccomi                    |
| 2016 | L'estate di John Wayne        | Raphael Gualazzi     | Love Life Peace           |
| 2016 | Mondello beach                | Raphael Gualazzi     | Love Life Peace           |
| 2016 | Splende il mattino            | Raphael Gualazzi     | Love Life Peace           |
| 2016 | Lotta things                  | Raphael Gualazzi     | Love Life Peace           |
| 2017 | La distanza                   | Giusy Ferreri        | Girotondo                 |
| 2017 | Uguale a me                   | Shady                | Shady – EP                |